# Liste der Althistoriker an der Universität Rostock

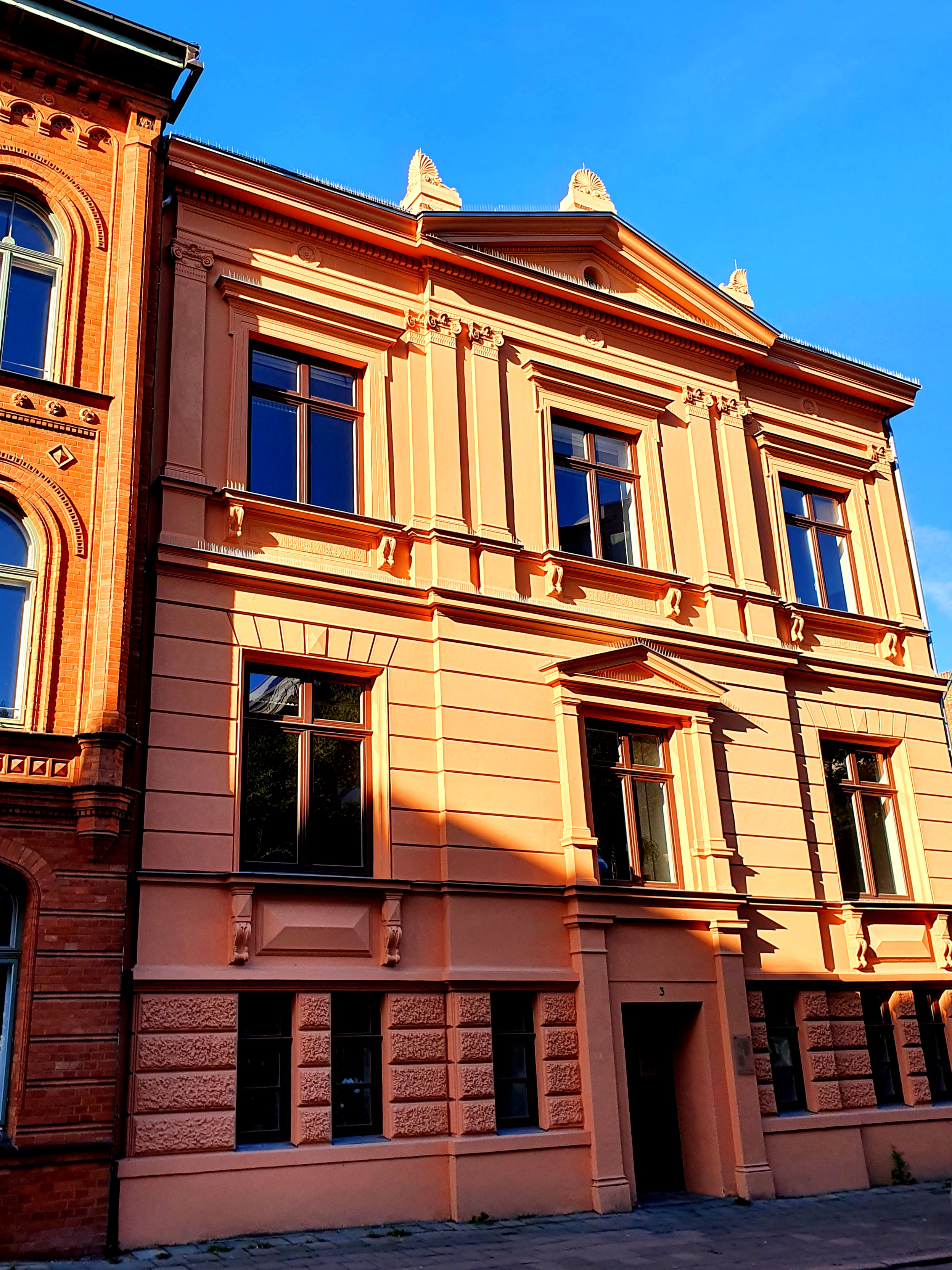
Das Heinrich-Schliemann-Institut für Altertumswissenschaften in Rostock

In der Liste der Althistoriker an der Universität Rostock werden alle Althistoriker aufgeführt, die als Hochschullehrer an der Universität Rostock tätig waren oder sind. Das umfasst im Allgemeinen ordentliche, außerordentliche, außerplanmäßige, Gast- und Honorarprofessoren sowie Privatdozenten. In begründeten Ausnahmefällen können auch andere Dozenten aufgenommen werden.
Das Fach Alte Geschichte wird an der Universität seit 1905 eigenständig gelehrt; seit 1923 hatte das Fach einen eigenen Lehrstuhl, dem ein Professor vorstand. Nach der Abberufung Ernst Hohls nach Berlin Ende 1949 wurde der Lehrstuhl jahrzehntelang nicht wieder besetzt, da das Fach in der DDR keine hohe Priorität hatte. Bis 1955 wurde der Lehrstuhl von dem Latinisten Werner Hartke mitbetreut, ehe auch dieser nach Berlin wechselte. Es gab danach in Rostock nur noch Anfängervorlesungen. 1963 verlor die Alte Geschichte ihre Selbstständigkeit und ging im Institut für Altertumswissenschaften auf, doch wurde wieder ein Assistent für die Lehre eingestellt. 1969 wurde auch die Philosophische Fakultät aufgelöst und durch eine Fakultät für Gesellschaftswissenschaften ersetzt. Seitdem war nur noch eine Vermittlung von Grundlagenkenntnissen möglich, alle Studiengänge verloren ihre Selbstständigkeit, das Institut wurde aufgelöst und Alte Geschichte konnte in Rostock seit 1977 zunächst nicht mehr studiert werden. 
1990 wurde im Rahmen der Neustrukturierungen nach der Wende das Institut für Altertumswissenschaften wieder begründet. Seit dem Wintersemester 1991/92 wird dort wieder Alte Geschichte gelehrt, und 1993 wurde auch der althistorische Lehrstuhl wieder besetzt. Seit dem Wintersemester 1994/95 trägt das Institut, zu dem auch Lehrstühle für Latinistik, Gräzistik, Ur- und Frühgeschichte und Klassische Archäologie gehören, zu Ehren des berühmten Absolventen der Rostocker Universität den Namen Heinrich Schliemann-Institut für Altertumswissenschaften. Seit dem Jahr 2008 ist der Rostocker Lehrstuhl für Alte Geschichte der einzige in Mecklenburg-Vorpommern. Neben der Professur gehören eine Assistenz und eine unbefristete Mitarbeiterstelle sowie studentische Hilfskräfte zum Lehrstuhl. Als einzige norddeutsche Universität bietet Rostock dabei einen eigenen Bachelorstudiengang Alte Geschichte an.
Angegeben ist in der ersten Spalte der Name der Person und ihre Lebensdaten, in der zweiten Spalte wird der Eintritt in die Universität angegeben, in der dritten Spalte das Ausscheiden. Spalte vier nennt die höchste an der Universität Rostock erreichte Position. An anderen Universitäten kann der entsprechende Dozent eine noch weitergehende wissenschaftliche Karriere gemacht haben. Die nächste Spalte nennt Besonderheiten, den Werdegang oder andere Angaben in Bezug auf die Universität oder das Institut.
| Wissenschaftler                  | von  | bis  | Funktionen                   | Bemerkungen | Bild |
| -------------------------------- | ---- | ---- | ---------------------------- | --- | ---- |
| Clason, Octavius (1843–1875)     | 1871 | 1875 |                              | Historiker, lehrte römische Altertumskunde |      |
| Kolbe, Walther (1876–1943)       | 1905 | 1919 | Ordentlicher Professor       | Epigraphiker, mit der Gründung des Historischen Instituts Loslösung von der Altphilologie und selbstständige Lehre der Alten Geschichte; 1905 außerordentlicher Professor, 1913 ordentlicher Professor, 1919 Wechsel nach Greifswald                   |      |
| Hohl, Ernst (1886–1957)          | 1919 | 1949 | Lehrstuhlinhaber             | Professor seit 1919, seit 1923 Inhaber des ersten Lehrstuhls für Alte Geschichte in Rostock, Ende 1949 Wechsel nach Berlin |      |
| Hartke, Werner (1907–1993)       | 1948 | 1955 | Lehrstuhlverwalter           | Professor seit 1948, seit 1950 Inhaber des Lehrstuhls für Latinistik, zugleich kommissarischer Leiter des althistorischen Lehrstuhls, 1955 Wechsel nach Berlin                                                                                         |      |
| Kühne, Heinz-Jürgen              | 1963 | 1977 | Oberassistent                | vertrat die Alte Geschichte allein, zunächst Wissenschaftlicher Assistent, nach der Promotion in Rostock Oberassistent |      |
| Huchthausen, Liselot (1927–2020) | 1977 | 1987 | Außerordentliche Professorin | 1965 Außerordentliche Professorin für Klassische Philologe, seit 1973 auch Lehre in Alter Geschichte, seit 1977 Außerordentliche Professorin für Alte Geschichte                                                                                       |      |
| Bockisch, Gabriele (1936–2012)   | 1987 | 2002 | Außerplanmäßige Professorin  | 1987 Dozentin für Klassische Philologe in Nachfolge Wolfgang Herings, seit 1991 auch althistorische Lehrveranstaltungen, 1992 Ernennung zur HRG-Professorin, 1993 Akademische Rätin, auch nach der Pensionierung 2002 noch mehrere Jahre Lehrtätigkeit |      |
| Bernhardt, Rainer (* 1942)       | 1993 | 2008 | Lehrstuhlinhaber             | Professor seit 1993. Erster Lehrstuhlinhaber seit Hohl, 2008 Ruhestand |      |
| Horster, Marietta (* 1961)       | 1995 | 2010 | Privatdozentin               | 1995 Wissenschaftliche Assistentin, 2003 Privatdozentin, 2010 Berufung nach Mainz |      |
| Mratschek, Sigrid (* 1955)       | 2002 | 2020 | Außerplanmäßige Professorin  | 2002 Privatdozentin und Akademische Rätin, 2004 Außerplanmäßige Professorin, 2008 akademischer Professorenstatus, 2020 pensioniert |      |
| Sehlmeyer, Markus (* 1968)       | 2002 |      | Privatdozent                 | 2002 Wissenschaftlicher Assistent, 2008 Privatdozent, von 2019 bis 2022 Lehrstuhlvertreter |      |
| Flaig, Egon (* 1949)             | 2008 | 2014 | Lehrstuhlinhaber             | Professor seit 2008, zuvor Professor in Greifswald. Nachfolger Bernhardts, 2014 Ruhestand |      |
| Seelentag, Gunnar (* 1972)       | 2014 | 2019 | Lehrstuhlinhaber             | Professor seit 2014. Nachfolger Flaigs, 2019 Wechsel nach Hannover |      |
| Börm, Henning (* 1974)           | 2022 |      | Lehrstuhlinhaber             | Professor seit 2022, zuvor Professor in Bochum. Nachfolger Seelentags |      |